# Hair of the Dog
Hair of the Dog (дословно англ. Собачья шерсть, в переносном смысле «Лечить подобное подобным», «Клин клином вышибают», в настоящее время наиболее распространённое значение фразеологизма — утренняя порция алкоголя для избавления от похмельного синдрома) — шестой студийный альбом шотландской рок-группы Nazareth, вышедший в 1975 году. Выпущен в апреле 1975 года лейблом Mooncrest в Великобритании, A&M Records — в Северной Америке.
Самый коммерчески успешный альбом группы, по всему миру продано более двух миллионов экземпляров. В 2002 году занял 51-ю позицию в рейтинге «100 лучших рок-альбомов всех времён» по версии журнала Classic Rock.

## Об альбоме
Диск записан на студии Escape в английском городе Кент. Изначально группа хотела назвать альбом Son of a Bitch, по строчке из песни «Hair of the Dog», но лейбл побоялся и не разрешил. Тогда альбом назвали «Hair of the Dog», потому что это звучало почти как «Heir of the Dog».
Данный альбом, в отличие от трёх предыдущих, не продюсировал Роджер Гловер. Группа обошлась без помощи со стороны — продюсером стал Мэнни Чарлтон. По словам Дэна Маккаферти, «стиль утяжелился, что порадовало».

## Список композиций
Авторы композиций — Дэн Маккаферти, Мэнни Чарлтон, Пит Эгнью, Дэррелл Свит (за исключением авторства, указанного в скобках)
1. «Hair of the Dog» — 4:09
2. «Miss Misery» — 4:40
3. «Guilty» (Рэнди Ньюман) — 3:38, при издании в США заменена на «Love Hurts» (Будло Брайант) — 3:53
4. «Changin’ Times» — 6:03
5. «Beggar’s Day» (Нильс Лофгрен)[6] / «Rose in the Heather» — 6:30
6. «Whiskey Drinkin’ Woman» — 5:29
7. «Please Don’t Judas Me» — 9:48

Переработанное издание альбома на CD-Audio включает в себя как «Guilty» (трек 3), так и «Love Hurts» (трек 8), плюс следующие бонус-треки:
1. «Down» — 3:55
2. «Railroad Boy» (Свит, Чарлтон, Эгнью) — 4:07
3. «Hair of the Dog» (single edit) — 3:21

В издании на DVD-Audio присутствуют только композиции первоначального диска, но композиция № 3 «Guilty» отсутствует.

## Участники записи
- Дэн Маккаферти — вокал
- Мэнни Чарлтон — гитары, синтезатор
- Пит Эгнью — бас-гитара, вокал
- Дэрел Свит — ударные, вокал

приглашённые музыканты
- Макс Миддлтон — клавишные в «Guilty»
- Саймон Филлипс — табла в «Please Don’t Judas Me»
- Вики Браун[англ.], Лиза Страйк, Барри Сент Джон — бэк-вокал в «Guilty»
- Вики Сильва — бэк-вокал в «Please Don’t Judas Me»

## Позиции в хит-парадах
Годовые чарты:
| Хит-парад (1976)                   | Позиция |
| ---------------------------------- | ------- |
| США (Billboard Top Popular Albums) | 73      |